# Đệ Tam Cộng hòa Dominica
Nền Đệ Tam Cộng hòa của Dominica tồn tại từ ngày 12 tháng 7 năm 1924 sau cuộc chiếm đóng lần thứ nhất của Hoa Kỳ, đến ngày 28 tháng 4 năm 1965 sau khi Cuộc nội chiến Dominica bùng nổ. Giai đoạn này còn được gọi là Thời đại Trujillo, bởi ảnh hưởng mạnh mẽ chế độ Trujillotrong suốt 41 năm cai trị.

## Tham khảp
1. ↑  Mejía-Ricart, Tirso (2013). la Tercera Republica – la Fragua de Nuestra Contemporaneidad. Periódico Hoy. Truy cập ngày 13 tháng 5 năm 2013.